# Union pour le développement, la stabilité et la paix
 (mars 2018).
Si vous disposez d'ouvrages ou d'articles de référence ou si vous connaissez des sites web de qualité traitant du thème abordé ici, merci de compléter l'article en donnant les références utiles à sa vérifiabilité et en les liant à la section « Notes et références ».
L’Union pour le développement, la stabilité et la paix (UDSP) est le nom d'un groupe parlementaire de l'Assemblée de la Polynésie française, créé le 26 février 2008 et disparu en avril 2010. Il est présidé par Jacqui Drollet.
Il résulte de la réunion des groupes de l'Union pour la démocratie (20 élus) d'Oscar Temaru et du Tahoeraa huiraatira (10 élus) de Gaston Flosse, qui ont jusque-là toujours été des adversaires politiques. Dès le départ, une élue du Tahoeraa refuse d'intégrer le nouveau groupe et siège ensuite en tant que non-inscrite. Puis, le 14 avril 2008, deux élus quittent l'UDSP pour rejoindre le Te Mana o te Mau Motu. Le groupe compte donc 27 représentants à partir d'avril 2008. Les membres du Tahoeraa huiraatira reprennent leur indépendance ainsi que l'opposition à Oscar Temaru en avril 2009, et l'appellation d'UDSP est abandonnée en avril 2010 au profit du retour du groupe UPLD.